# Wohnhaus Lindenstraße 28 (Rehfeld)
Das Wohnhaus in der Lindenstraße 28 ist ein denkmalgeschütztes Gebäude in Rehfeld, einem Ortsteil der Kleinstadt Falkenberg/Elster im südbrandenburgischen Landkreis Elbe-Elster. Im örtlichen Denkmalverzeichnis ist es unter der Erfassungsnummer 09135536 verzeichnet.
Dieses Wohnhaus gehörte einstmals zum Hof eines Vollbauern. Bei dem Gebäude handelt es sich um ein zweigeschossiges massives Fachwerkhaus mit Lehmstakenausfachung und Krüppelwalmdach. Datiert wird es auf das Jahr 1728. Eine Besonderheit des Gebäudes war die ursprünglich hier vorhandene Schwarze Küche.
Ein weiteres Baudenkmal in Rehfeld ist die um 1910 errichtete örtliche Dorfkirche.